# Gare de Bazoul
La gare de Bazoul est une gare ferroviaire algérienne située sur le territoire de la commune de Taher, à proximité du port de Djen Djen, dans la wilaya de Jijel.

## Situation ferroviaire
La gare est située dans la ville côtière de Bazoul, au nord de la commune de Taher, sur la ligne de Ramdane Djamel à Jijel. Elle est précédée de la gare de Sidi Abdelaziz et suivie de celle de Jijel.

## Service des voyageurs

### Desserte
La gare de Bazoul est desservie par les trains régionaux de la liaison Constantine - Jijel,.

## Fret
La gare dispose d'une grande zone de triage pour le traitement des trains de fret en provenance ou à destination du port de Djen Djen.